# Zaqaziq
Zaqaziq, o Zagazig (en árabe: الزقازيق, Az-Zaqāzīq), es una ciudad del Bajo Egipto, capital de la gobernación Oriental. 

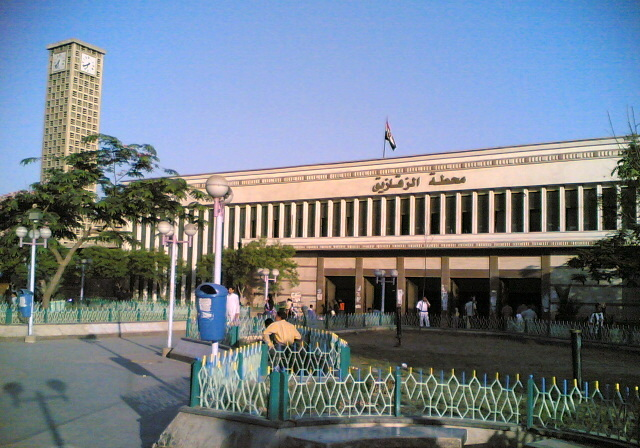
Estación de tren de la ciudad de Zagazig

Está situada en la zona oriental del delta del Nilo, (30°34′N, 31°30′E).
Construida entre un ramal del canal de Ismailía, y del canal del al-Mo'izz (el antiguo canal Tanítico del río Nilo), está ubicada 85 km al nornordeste de El Cairo. 
Su población es de 267 351 habitantes (2006).

## Historia
La ciudad de Zaqaziq se fundó en 1830, al norte del yacimiento arqueológico de Bubastis, la antigua ciudad faraónica que había sido la capital del Bajo Egipto durante las dinastías XXII y XVIII de reyes libios, llamadas por ello dinastías bubástidas, y era la capital del delta del Nilo. 

### Bubastis
Esta ciudad estaba situada en las confluencias de las ramas pelúsica y tanítica del río Nilo; su nombre, Per Bast en egipcio (Bubastis, bybastis, en griego), significaba la "Casa de Bast", la diosa gato Bastet.
La cercana Bubastis existía al menos desde la dinastía II, pero la historia conocida de Bubastis se extiende de la dinastía IV a la XXX. Fue en la época de Ramsés II cuando Bubastis empezó a destacar. Bajo la dinastía XXII, Bubastis adquirió gran importancia, disputando a Tanis y Sais la preponderancia en el delta. De Bubastis era originaria la familia de Osorcón I el faraón que fundó la dinastía XXII llamada Bubástida.

## Clima
| Parámetros climáticos promedio de Zaqazig, Egipto           | Parámetros climáticos promedio de Zaqazig, Egipto | Parámetros climáticos promedio de Zaqazig, Egipto | Parámetros climáticos promedio de Zaqazig, Egipto | Parámetros climáticos promedio de Zaqazig, Egipto | Parámetros climáticos promedio de Zaqazig, Egipto | Parámetros climáticos promedio de Zaqazig, Egipto | Parámetros climáticos promedio de Zaqazig, Egipto | Parámetros climáticos promedio de Zaqazig, Egipto | Parámetros climáticos promedio de Zaqazig, Egipto | Parámetros climáticos promedio de Zaqazig, Egipto | Parámetros climáticos promedio de Zaqazig, Egipto | Parámetros climáticos promedio de Zaqazig, Egipto | Parámetros climáticos promedio de Zaqazig, Egipto |
| Mes                                                         | Ene.                                              | Feb.                                              | Mar.                                              | Abr.                                              | May.                                              | Jun.                                              | Jul.                                              | Ago.                                              | Sep.                                              | Oct.                                              | Nov.                                              | Dic.                                              | Anual                                             |
| ----------------------------------------------------------- | ------------------------------------------------- | ------------------------------------------------- | ------------------------------------------------- | ------------------------------------------------- | ------------------------------------------------- | ------------------------------------------------- | ------------------------------------------------- | ------------------------------------------------- | ------------------------------------------------- | ------------------------------------------------- | ------------------------------------------------- | ------------------------------------------------- | ------------------------------------------------- |
| Temp. máx. media (°C)                                       | 18.3                                              | 20.0                                              | 22.8                                              | 27.8                                              | 31.7                                              | 33.9                                              | 33.9                                              | 33.3                                              | 32.2                                              | 29.4                                              | 23.9                                              | 19.4                                              | 27.2                                              |
| Temp. mín. media (°C)                                       | 9.4                                               | 10.0                                              | 12.2                                              | 15.0                                              | 17.8                                              | 21.1                                              | 22.2                                              | 22.2                                              | 20.6                                              | 18.3                                              | 14.4                                              | 10.6                                              | 16.2                                              |
| Precipitación total (mm)                                    | 5.1                                               | 5.1                                               | 2.5                                               | 2.5                                               | 0.0                                               | 0.0                                               | 0.0                                               | 0.0                                               | 0.0                                               | 0.0                                               | 2.5                                               | 5.1                                               | 22.9                                              |
| Fuente: The Weather Channel Interactive, Inc. Marzo de 2009 |                                                   |                                                   |                                                   |                                                   |                                                   |                                                   |                                                   |                                                   |                                                   |                                                   |                                                   |                                                   |                                                   |

## Educación
La universidad de Zaqaziq, es una de las más grandes de Egipto, está situada en la ciudad, y se imparten enseñanzas en diversos campos de las ciencias y las artes. En el edificio principal de la universidad se encuentra un museo arqueológico con hallazgos de las excavaciones en Bubastis (Tell Basta), lugar cercano de la ciudad. También hay un departamento de la Universidad de al-Azhar, la universidad islámica más grande del mundo.

El museo Orabi de Herriat Raznah, cerca de Zaqaziq, aunque pequeño, contenía objetos arqueológicos de gran interés. Desde 2006 está cerrado.

## Comercio
Situada en el delta del Nilo, en el medio de un fértil distrito, Zaqaziq es el principal centro de comercio de algodón y cereales de Egipto. Tiene grandes fábricas de manufactura de algodón y antaño tenía numerosas delegaciones de comerciantes europeos.